# هایپوگیوزیا
هایپوگیوزیا (به انگلیسی: Hypogeusia) یک توانایی کاسته در چشیدن چیزها (چشیدن شیرینی، ترشی، تلخی، یا شوری) است. نبود کامل چشیدن به عنوان آگیوزیا بازبرد می‌شود. دلیل‌های هایپوگیوزیا برخی داروهای شیمی‌درمانی، کووید ۱۹ و همچنین کمی روی را دربرمی‌گیرد.